# Josep Riba Ortínez
Josep Riba i Ortínez (Igualada, 30 de marzo de 1908 - Barcelona 21 de junio de 1998) fue un empresario catalán del sector algodonero, que ocupó importantes cargos en las organizaciones empresariales catalanas y del Estado español.

## Trayectoria
En su etapa de empresario fue el patrón de Hijos de Pablo Ortínez S.A., una empresa familiar de Igualada extinguida al compás de las primeras reconversiones industriales que afectaron dramáticamente a la cuenca textil de la Noya. Tras la Guerra Civil formó parte de la junta de gobierno del Consorcio de Industriales Textiles Algodoneros (CITA) y, después, del Servicio Comercial de la Industria Textil Algodonera SECEA, desde su fundación el 1954. El año 1961 fue elegido presidente y coincidirá con su primo hermano, Manuel Ortínez Muro, que será director. Compagina el cargo con el de presidente del Sindicato Nacional Textil franquista.
El 1962 se incorpora en la Cámara Oficial de Industria de Barcelona, durante la presidencia de Andreu Ribera Rovira. Participará de forma destacada en el proceso de unificación con la Cámara de Comercio y Navegación en 1967. 
El 1968 se incorpora a la Junta de Fomento del Trabajo con otros dirigentes de la Cámara con el objetivo de revitalizarlo. Será vicepresidente y después presidente interino, en 1972, a la muerte de su presidente, Miquel Mateu i Pla. El 1969 fue nombrado por el gobierno presidente del patronato de la Escuela de Ingenieros Industriales de Terrasa. A finales del setenta involucró a algodoneros como Valls o Serra, a metalúrgicos como Riviere o Roviralta, o a químicos como Ferrer Salat y Bultó para impulsar la Feria de Muestras de Barcelona, de la cual será presidente. También presidió la Cámara Oficial de Comercio, Industria y Navegación de Barcelona, y se rodeó de jóvenes economistas como Francesc Sanuy Gistau. En 1979, fue derrotado en las elecciones de la Cámara por Josep Maria Figueras. Murió en Barcelona el 21 de junio de 1998.

## Otros ámbitos
En la faceta social y asociativa tomó parte en la regeneración de algunos foros civiles, como el Círculo del Liceo, y asumió el papel de estratega en la junta del FC Barcelona a la sombra de Agustí Montal, Raimon Carrasco y Carabén. Fue también presidente de la junta del patronato del Hospital de la Santa Creu y Sant Pau desde 1982.
A través del profesor Antoni Comas prestó anónimamente ayuda económica para que Gabriel Ferrater diera conferencias y cursos de literatura catalana hasta que terminó la carrera y entonces ejerció de profesor del Departamento.

## Reconocimientos
El 1981 fue galardonado con la Creu de Sant Jordi.

## Obras
- La Industria textil igualadina: historia de un gremio (1958)